# Аверське графство
Аверське графство (фр. Comté d'Aversa; італ. Contea di Aversa) — феодальне володіння на півдні Італії, засноване 1029 року. Протягом століть воно вважалося першим нормандським графством на Італійському півострові, хоча новіші дослідження показують, що ця першість належить Аріанському графству, офіційно визнаному імператором Генріхом II ще 1022 року.

## Історія
Аверське графство офіційно заснував 1029 року герцог (дука) Неаполітанський Сергій IV для нормандського найманця Райнульфа Дренго, який став його першим графом. Пізніше цю інвеституру підтвердив імператор Священної Римської імперії  Конрад II.
Завдяки започаткованій Райнульфом Дренго політиці надання притулку для нормандських авантюристів, Аверса швидко з маленького поселення перетворилась на невелику столицю, звідки ропочалось нормандське завоювання Південної Італії. Графством послідовно керували дванадцять нормандських графів, найважливішим з яких був племінник Райнульфа — Річард Дренго, єдиний, хто міг протистояти іншому відомому нормандському завойовнику Роберту Гвіскару.
Саме граф Аверський Річард Дренго зіграв ключову роль у перемозі об'єднаної нормандської армії проти папських військ у Битві при Чівітате 1053 року, що призвела до взяття в полон самого папи Лева IX. Річард однак не ставився до понтифіка як до в'язня, а з усіма почестями супроводив його до Риму. Цей жест приніс йому примирення з папством, скасування відлучення від церкви та надання церкві Аверси статусу єпископства.
У 1058 році Річард завоював Капуанське князівство, і з того моменту титул графа Аверси був включений до титулів, що належали князям Капуанським.

### Список графів Аверси
- 1029—1045: Райнульф I Дренго;
- 1045—1045: Асклетин Аверський, якого називали Молодим графом;
- 1045—1046: Родольфо Каппелло, призначений Гваймаром IV Салернським;
- 1046—1047: Райнульф II Аверський, званий Трінканотом, відповідно двоюрідний брат і племінник його попередників Асклетина та Райнульфа;
- 1047—1049: Герман Аверський, його опікун: Гульєльмо Беллабокка Танкреді, узурпував трон у 1048 році, але помер того ж року, з 1049 року опікуном Германа став Річард I, який невдовзі після цього успадкував його престол;
- 1049—1078: Річард I Аверсський також був князем Капуанським (1058—1078) та герцогом Гаетанським (1063).